# Carl Cheffers
Carl Cheffers est un arbitre américain de football américain, évoluant en National Football League.

## Famille
Le père de Carl fut arbitre de football américain, officiant les matchs de la conférence Pac-10.

## Carrière d'arbitre
Carl commence à officier en 1980 dans des matchs de niveau lycéen (High School), arbitrant notamment deux finales de championnat. En 1995, il est recruté pour arbitrer en NCAA, plus précisément dans la conférence Pac-10 ainsi que dans la Western Athletic Conference.
En 2000, Cheffers devient arbitre latéral de la NFL dans une équipe d'arbitre avec pour chef Larry Nemmers. Il fait neuf saisons comme arbitre latéral avant d'être promu arbitre principal après le départ à la retraite de Nemmers et celui de Gerald Austin. Un des directeurs de la NFL, Mike Pereira déclare que Cheffers est un homme d'expérience et qui respecte les règles.
Pour la saison 2010, il est le chef de l'équipe d'arbitre comportant Undrey Wash (second arbitre), Kent Payne (arbitre de ligne de fond), Darryll Lewis (arbitre de ligne), Boris Cheek (arbitre des tirs), Jeff Lamberth (arbitre latéral) et Todd Prukop (arbitre de fond).